# Lygisaurus parrhasius
Lygisaurus parrhasius là một loài thằn lằn trong họ Scincidae. Loài này được Couper, Covacevich & Lethbridge miêu tả khoa học đầu tiên năm 1994.